# Chassignelles
Chassignelles est une commune française située dans le département de l'Yonne, en région Bourgogne-Franche-Comté.
Ses habitants sont appelés les Boquins.

## Géographie
Chassignelles, située dans la vallée de l'Armançon et sur le parcours du canal de Bourgogne, s'étire sur environ 1 km des rives de l'Armançon (à l'est) jusqu'à ce qui est le lieu d'origine du village, « la Ferme » et l'église (à l'ouest). À proximité de la ligne de chemin de fer Paris-Lyon-Marseille, et de la RD 905 (ancienne RN 5), elle se trouve dans l'est du département de l'Yonne à environ 8 km de la Côte-d'Or.
Chassignelles est à :
- 56 km d'Auxerre la préfecture départementale ;
- 2 km d'Ancy-le-Franc (chef-lieu de canton) ;
- 21 km de Tonnerre ;
- 41 km d'Avallon ;
- 25 km de Montbard (Côte-d'Or).

### Climat
Pour des articles plus généraux, voir Climat de la Bourgogne-Franche-Comté et Climat de l'Yonne.
En 2010, le climat de la commune est de type climat océanique dégradé des plaines du Centre et du Nord, selon une étude du Centre national de la recherche scientifique s'appuyant sur une série de données couvrant la période 1971-2000. En 2020, Météo-France publie une typologie des climats de la France métropolitaine dans laquelle la commune est exposée à un climat océanique altéré et est dans la région climatique  Lorraine, plateau de Langres, Morvan, caractérisée par un hiver rude (1,5 °C), des vents modérés et des brouillards fréquents en automne et hiver. 
Pour la période 1971-2000, la température annuelle moyenne est de 10,7 °C, avec une amplitude thermique annuelle de 15,9 °C. Le cumul annuel moyen de précipitations est de 818 mm, avec 12,4 jours de précipitations en janvier et 8,1 jours en juillet. Pour la période 1991-2020, la température moyenne annuelle observée sur la station météorologique de Météo-France la plus proche, « Cruzy_sapc », sur la commune de Cruzy-le-Châtel à 11 km à vol d'oiseau, est de 11,1 °C et le cumul annuel moyen de précipitations est de 845,8 mm. 
La température maximale relevée sur cette station est de 40,7 °C, atteinte le 25 juillet 2019 ; la température minimale est de −21 °C, atteinte le 16 janvier 1985,,. 
Les paramètres climatiques de la commune ont été estimés pour le milieu du siècle (2041-2070) selon différents scénarios d'émission de gaz à effet de serre à partir des nouvelles projections climatiques de référence DRIAS-2020. Ils sont consultables sur un site dédié publié par Météo-France en novembre 2022.

## Urbanisme

### Typologie
Au 1er janvier 2024, Chassignelles est catégorisée commune rurale à habitat dispersé, selon la nouvelle grille communale de densité à sept niveaux définie par l'Insee en 2022.
Elle est située hors unité urbaine et hors attraction des villes,.

### Occupation des sols
L'occupation des sols de la commune, telle qu'elle ressort de la base de données européenne d’occupation biophysique des sols Corine Land Cover (CLC), est marquée par l'importance des territoires agricoles (60 % en 2018), en diminution par rapport à 1990 (61,9 %). La répartition détaillée en 2018 est la suivante : 
terres arables (53,9 %), forêts (38 %), prairies (4,7 %), zones urbanisées (2 %), zones agricoles hétérogènes (1,4 %). L'évolution de l’occupation des sols de la commune et de ses infrastructures peut être observée sur les différentes représentations cartographiques du territoire : la carte de Cassini (XVIIIe siècle), la carte d'état-major (1820-1866) et les cartes ou photos aériennes de l'IGN pour la période actuelle (1950 à aujourd'hui).

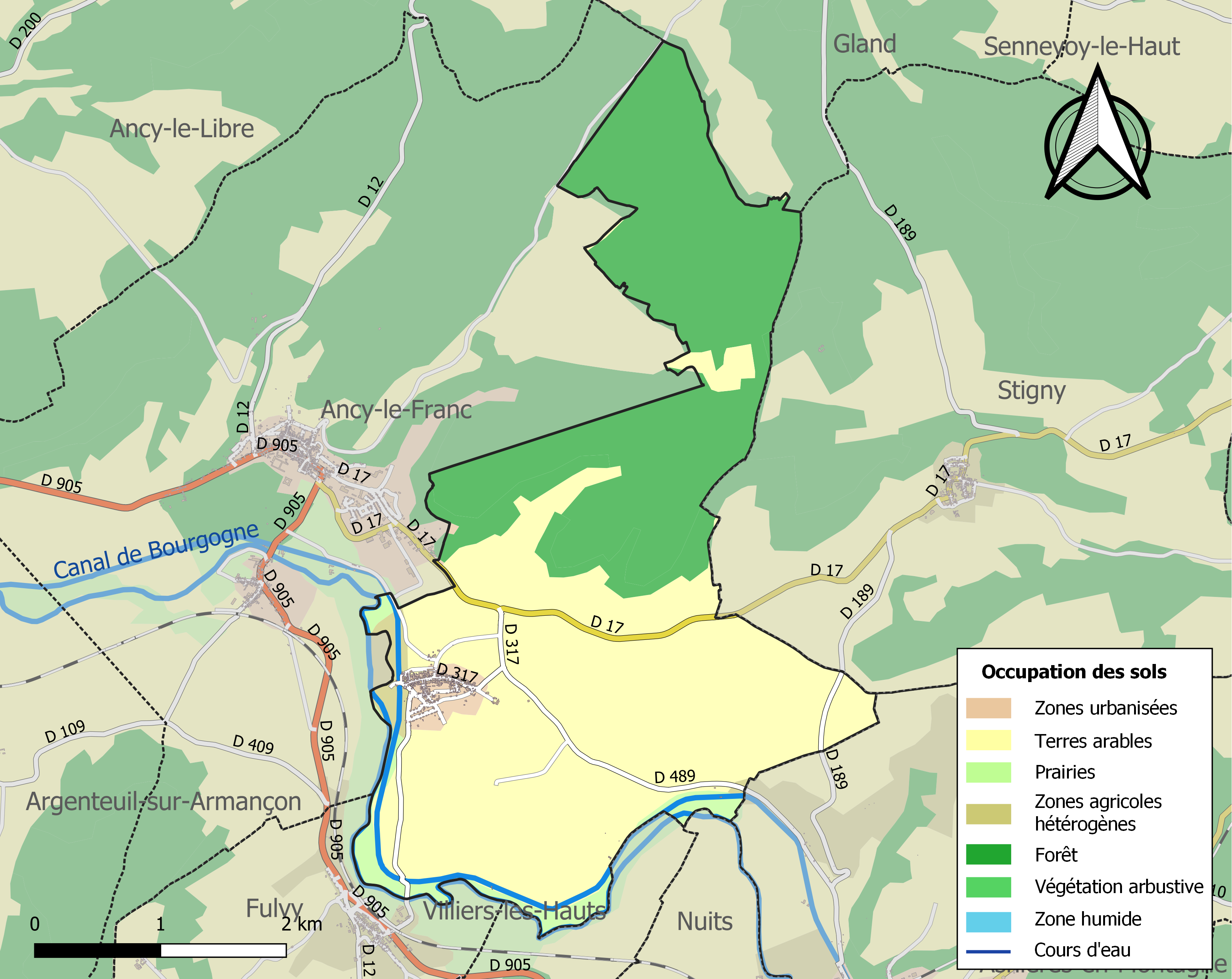
Carte des infrastructures et de l'occupation des sols de la commune en 2018 (CLC).

## Histoire
La pierre calcaire de la région a longtemps été la principale source d'emplois du village. La société Fèvre et Compagnie était l’entreprise la plus importante du Tonnerrois dans ce domaine. Fondée vers 1870, le siège social était à Chassignelles. Elle regroupait les carrières de Chassignelles, Fulvy, Argenteuil, Méreuil, et Roffey ainsi qu’une usine à vapeur où était transformée la pierre, au bord du Canal de Bourgogne à Chassignelles. Aujourd’hui, plus aucune trace de cette activité, l'usine a été complètement abandonnée dans les années 1980 et détruite définitivement au début des années 2000. Il reste dans le canton une activité de la pierre : la société Rocamat dont l’usine d’extraction et d’usinage se trouve à Ravières.  La blancheur et le grain fin de cette pierre offre des qualités esthétiques qui sont toujours aussi prisées et reconnues.

## Politique et administration
| Période   | Période   | Identité            | Étiquette | Qualité                                                                        |
| --------- | --------- | ------------------- | --------- | ------------------------------------------------------------------------------ |
| 1945      | 1952      | Louis Milton        |           |                                                                                |
| 1952      | 1955      | Théodule Chavance   |           |                                                                                |
| 1955      | 1958      | Alexis Perreau      |           |                                                                                |
| 1958      | 1959      | Maurice Tetevuide   |           |                                                                                |
| 1959      | 1965      | Maurice Sautereau   |           |                                                                                |
| 1965      | 1971      | François Fèvre      | DVD       |                                                                                |
| 1971      | mars 1983 | Marcel Bourron      | DVD       |                                                                                |
| mars 1983 | mars 2008 | Jean-Pierre Bourron | DVD       |                                                                                |
| mars 2008 | en cours  | Anne Jérusalem      | DVD       | Conseillère départementale (2015-2021) Présidente de la Communauté de communes |

## Démographie
L'évolution du nombre d'habitants est connue à travers les recensements de la population effectués dans la commune depuis 1793. Pour les communes de moins de 10 000 habitants, une enquête de recensement portant sur toute la population est réalisée tous les cinq ans, les populations de référence des années intermédiaires étant quant à elles estimées par interpolation ou extrapolation. Pour la commune, le premier recensement exhaustif entrant dans le cadre du nouveau dispositif a été réalisé en 2004.

En 2022, la commune comptait 300 habitants, en évolution de −5,96 % par rapport à 2016 (Yonne : −1,95 %, France hors Mayotte : +2,11 %).
| 1793 | 1800 | 1806 | 1821 | 1831 | 1836 | 1841 | 1846 | 1851 |
| ---- | ---- | ---- | ---- | ---- | ---- | ---- | ---- | ---- |
| 459  | 459  | 511  | 474  | 534  | 508  | 487  | 475  | 465  |

| 1856 | 1861 | 1866 | 1872 | 1876 | 1881 | 1886 | 1891 | 1896 |
| ---- | ---- | ---- | ---- | ---- | ---- | ---- | ---- | ---- |
| 425  | 406  | 399  | 397  | 421  | 445  | 488  | 489  | 543  |

| 1901 | 1906 | 1911 | 1921 | 1926 | 1931 | 1936 | 1946 | 1954 |
| ---- | ---- | ---- | ---- | ---- | ---- | ---- | ---- | ---- |
| 557  | 621  | 630  | 491  | 537  | 482  | 423  | 409  | 381  |

| 1962 | 1968 | 1975 | 1982 | 1990 | 1999 | 2004 | 2006 | 2009 |
| ---- | ---- | ---- | ---- | ---- | ---- | ---- | ---- | ---- |
| 389  | 383  | 349  | 332  | 308  | 305  | 288  | 283  | 319  |

| 2014 | 2019 | 2022 | - | - | - | - | - | - |
| ---- | ---- | ---- | - | - | - | - | - | - |
| 322  | 300  | 300  | - | - | - | - | - | - |

## Lieux et monuments
- Église paroissiale Saint-Jean-Baptiste ;
- Lavoir.

## Personnalité liée à la commune
- Paul Barret (1930-), footballeur et entraîneur du Football Club Sochaux-Montbéliard, de 1969 à 1977, né à Chassignelles.

## Pour approfondir